# Next, Please!
Next, Please! war eine deutsche Scripted-Reality-Doku-Soap, die ab 2013 auf RTL II ausgestrahlt wurde. Bis 2015 wurden 3 Staffeln mit 135 Folgen produziert und gesendet.

## Handlung
Ein Mann oder eine Frau suchte in der Karibik unter drei Personen einen passenden Partner.
Jeder Kandidat hatte ein pikantes Geheimnis. Diese wurden bei den Top Secrets vorgestellt, aber der Mann oder die Frau erfuhr nicht, welches Geheimnis zu wem gehörte. Der bzw. die Suchende traf sich mit den drei Personen und musste erahnen, welches Geheimnis wer hatte. Der Kandidat mit dem schlimmsten Geheimnis musste gehen. Anschließend durften die beiden verbleibenden Kandidaten den Mann oder die Frau zu einem ganz besonderen Date einladen. Danach erfolgte die endgültige Entscheidung für einen Kandidaten.

## Produktion
Gedreht wurde unter anderem auf Curaçao, Kuba, Jamaika und weiteren Karibik-Inseln. 2014 verkündete RTL II, die Serie wegen anhaltend niedriger Zuschauerzahlen einzustellen.